# A The Originals – A sötétség kora epizódjainak listája
Az itt található epizódlista a The Originals – A sötétség kora című amerikai televíziós sorozat epizódjait tartalmazza. A sorozat az Egyesült Államokban 2013. október 3-án debütált a The CW-n. Magyarországon a PRIME mutatta be 2017. február 7-én.

## Évados áttekintés
| Évadok | Évadok | Epizódok száma | Eredeti sugárzás  | Eredeti sugárzás   | Eredeti adó       | Magyar sugárzás   | Magyar sugárzás   | Magyar adó |
| Évadok | Évadok | Epizódok száma | Évadpremier       | Évadfinálé         | Eredeti adó       | Évadpremier       | Évadfinálé        | Magyar adó |
| ------ | ------ | -------------- | ----------------- | ------------------ | ----------------- | ----------------- | ----------------- | ---------- |
|        | 1      | 22             | 2013. október 3.  | 2014. május 13.    |                   | 2017. február 7.  | 2017. március 28. |            |
|        | 2      | 22             | 2014. október 6.  | 2015. május 11.    | 2017. március 29. | 2017. június 7.   |                   |            |
|        | 3      | 22             | 2015. október 8.  | 2016. május 20.    | 2017. június 13.  | 2017. október 31. |                   |            |
|        | 4      | 13             | 2017. március 17. | 2017. május 23.    | 2022. április 29. | 2022. április 29. |                   |            |
|        | 5      | 13             | 2018. április 18. | 2018. augusztus 1. | 2022. április 29. | 2022. április 29. |                   |            |

## Első évad (2013-14)
| Sor. | Év. | Cím                                                      | Rendező          | Író                                     | Premier                              | Nézettség   |
| --- | --- | -------------------------------------------------------- | ---------------- | --------------------------------------- | ------------------------------------ | ----------- |
| 1. | 1.  | Örökkön-örökké (Always and Forever)                      | Chris Grismer    | Michael Narducci & Julie Plec           | 2013. október 3. 2017. február 7.    | 2,21 millió |
| Az ősi vámpír klán tagjai, Klaus és Elijah visszatérnek New Orleansba, abba a városba, melyet 300 évvel ezelőtt együtt építettek, és amelynek hosszan királyai is voltak. Azzal nem számolnak, hogy az eltelt idő alatt megváltozott ott minden, nem fogadják őket örömmel, mert más vette át a helyüket. |     |                                                          |                  |                                         |                                      |             |
| 2. | 2.  | A felemelkedő fiú háza (House of the Rising Son)         | Brad Turner      | Diane Ademu-John & Declan de Barra      | 2013. október 8. 2017. február 8.    | 1,92 millió |
| Rebecah úgy dönt, hogy enged Elijah kérésének és New Orleansba megy, ám mire a városba érkezik a jó fivére eltűnik és csak a rossz, azaz Klaus fogadja. A lány kideríti, hogy Marcel milyen titkos fegyverrel tartja sakkban a város boszorkányait.                                                       |     |                                                          |                  |                                         |                                      |             |
| 3. | 3.  | Jótékonysági est (Tangled Up in Blue)                    | Chris Grismer    | Ashley Lyle & Bart Nickerson            | 2013. október 15. 2017. február 9.   | 2,22 millió |
| 4. | 4.  | Lány New Orleansban (Girl in New Orleans)                | Jesse Warn       | Michelle Paradise & Michael Narducci    | 2013. október 22. 2017. február 14.  | 2,23 millió |
| 5. | 5.  | Bűnösök és szentek (Sinners and Saints)                  | Chris Grismer    | Marguerite MacIntyre & Julie Plec       | 2013. október 29. 2017. február 15.  | 2,05 millió |
| 6. | 6.  | A mérgezett fa gyümölcse (Fruit of the Poisoned Tree)    | Michael Allowitz | Charlie Charbonneau & Diane Ademu-John  | 2013. november 5. 2017. február 16.  | 2,03 millió |
| 7. | 7.  | Vérontás (Bloodletting)                                  | Jeffrey Hunt     | Michael Russo & Michael Narducci        | 2013. november 12. 2017. február 21. | 2,40 millió |
| 8. | 8.  | Aki másnak vermet ás... (The River in Reverse)           | Jesse Warn       | Declan de Barra & Julie Plec            | 2013. november 26. 2017. február 22. | 2,38 millió |
| 9. | 9.  | New Orleans királyai (Reigning Pain in New Orleans)      | Joshua Butler    | Ashley Lyle & Bart Nickerson            | 2013. december 3. 2017. február 23.  | 2,33 millió |
| 10. | 10. | A koporsós lányok (The Casket Girls)                     | Jesse Warn       | Charlie Charbonneau & Michelle Paradise | 2014. január 14. 2017. február 28.   | 2,07 millió |
| 11. | 11. | Utánam a vízözön (Après Moi, Le Déluge)                  | Leslie Libman    | Marguerite MacIntyre & Diane Ademu-John | 2014. január 21. 2017. március 1.    | 2,51 millió |
| 12. | 12. | Visszatérés a sírból (Dance Back from the Grave)         | Rob Hardy        | Michael Russo & Michael Narducci        | 2014. január 28. 2017. március 2.    | 2,32 millió |
| 13. | 13. | Félhold-város (Crescent City)                            | Chris Grismer    | Michael Narducci & Julie Plec           | 2014. február 4. 2017. március 7.    | 2,10 millió |
| 14. | 14. | Hosszú az út vissza a pokolból (Long Way Back from Hell) | Matt Hastings    | Ashley Lyle & Bart Nickerson            | 2014. február 25. 2017. március 8.   | 1,83 millió |
| 15. | 15. | La Grand Guignol (Le Grand Guignol)                      | Chris Grismer    | Declan de Barra & Diane Ademu-John      | 2014. március 4. 2017. március 9.    | 1,80 millió |
| 16. | 16. | Búcsú mesevárostól (Farewell to Storyville)              | Jesse Warn       | Michael Narducci                        | 2014. március 11. 2017. március 14.  | 1,73 millió |
| 17. | 17. | Holdfényes Bourbon Street (Moon Over Bourbon Street)     | Michael Robison  | Michelle Paradise & Christopher Hollier | 2014. március 18. 2017. március 15.  | 1,53 milli  |
| 18. | 18. | Az áldások ünnepe (The Big Uneasy)                       | Leslie Libman    | Marguerite MacIntyre & Michael Russo    | 2014. április 15. 2017. március 16.  | 1,52 millió |
| 19. | 19. | Rezzenéstelen halál (An Unblinking Death)                | Kellie Cyrus     | Ashley Lyle & Bart Nickerson            | 2014. április 22. 2017. március 21.  | 1,50 millió |
| 20. | 20. | Meghitt séta veled (A Closer Walk with Thee)             | Sylvain White    | Carina Adly MacKenzie & Julie Plec      | 2014. április 29. 2017. március 22.  | 1,77 millió |
| 21. | 21. | A New Orleans-i csata (The Battle of New Orleans)        | Jeffrey Hunt     | Charlie Charbonneau & Michael Narducci  | 2014. május 6. 2017. március 23.     | 1,44 millió |
| 22. | 22. | Bölcsődtől sírodig (From a Cradle to a Grave)            | Matt Hastings    | Diane Ademu-John                        | 2014. május 13. 2017. március 28.    | 1,76 millió |

## Második évad (2014-15)
| Sor. | Év. | Cím                                                              | Rendező          | Író                                         | Premier                              | Nézettség   |
| ---- | --- | ---------------------------------------------------------------- | ---------------- | ------------------------------------------- | ------------------------------------ | ----------- |
| 23.  | 1.  | Újjászületés (Rebirth)                                           | Lance Anderson   | Marguerite MacIntyre & Julie Plec           | 2014. október 6. 2017. március 29.   | 1,37 millió |
| 24.  | 2.  | Nagyon is elevenen (Alive and Kicking)                           | Jeffrey Hunt     | Michelle Paradise & Michael Narducci        | 2014. október 13. 2017. március 30.  | 1,29 millió |
| 25.  | 3.  | Minden anya gyermeke (Every Mother's Son)                        | Dermott Downs    | Christopher Hollier                         | 2014. október 20. 2017. április 4.   | 1,27 millió |
| 26.  | 4.  | Élni és élni hagyni (Live and Let Die)                           | Jeffrey Hunt     | Ashley Lyle & Bart Nickerson                | 2014. október 27. 2017. április 5.   | 1,31 millió |
| 27.  | 5.  | Vörös ajtó (Red Door)                                            | Michael Robison  | Declan de Barra & Diane Ademu-John          | 2014. november 3. 2017. április 11.  | 1,09 millió |
| 28.  | 6.  | Korong a kerékben (Wheel Inside the Wheel)                       | Matt Hastings    | Michael Russo & Michael Narducci            | 2014. november 10. 2017. április 12. | 1,46 millió |
| 29.  | 7.  | Az Ördög farkának üldözése (Chasing the Devil's Tail)            | Jesse Warn       | Carina Adly Mackenzie & Christopher Hollier | 2014. november 17. 2017. április 18. | 1,44 millió |
| 30.  | 8.  | A testvérek akiket elfelejtettek (The Brothers That Care Forgot) | Michael Allowitz | Charlie Charbonneau & Michelle Paradise     | 2014. november 24. 2017. április 19. | 1,26 millió |
| 31.  | 9.  | A pillanatok térképe (The Map of Moments)                        | Leslie Libman    | Marguerite MacIntyre & Julie Plec           | 2014. december 8. 2017. április 25.  | 1,41 millió |
| 32.  | 10. | Felgyújtom a zászlódat (Gonna Set Your Flag on Fire)             | Rob Hardy        | Ashley Lyle & Bart Nickerson                | 2015. január 19. 2017. április 26.   | 1,52 millió |
| 33.  | 11. | Az elátkozott testvériség (Brotherhood of the Damned)            | Sylvain White    | Kyle Arrington & Diane Ademu-John           | 2015. január 26. 2017. május 2.      | 1,74 millió |
| 34.  | 12. | Megszentelés (Sanctuary)                                         | Matt Hastings    | Declan de Barra & Michael Narducci          | 2015. február 2. 2017. május 3.      | 1,47 millió |
| 35.  | 13. | Az ördög átkozott (The Devil is Damned)                          | Lance Anderson   | Christopher Hollier & Julie Plec            | 2015. február 9. 2017. május 9.      | 1,22 millió |
| 36.  | 14. | Szeretlek, viszlát (I Love You, Goodbye)                         | Matt Hastings    | Carina Adly MacKenzie & Michael Narducci    | 2015. február 16. 2017. május 10.    | 1,44 millió |
| 37.  | 15. | Mind téged akartak (They All Asked for You)                      | Chris Grismer    | Michelle Paradise                           | 2015. március 9. 2017. május 16.     | 1,40 millió |
| 38.  | 16. | Mentsd meg a lelkem! (Save My Soul)                              | Kellie Cyrus     | Michael Russo                               | 2015. március 16. 2017. május 17.    | 1,25 millió |
| 39.  | 17. | Gyönyörű holttest (Exquisite Corpse)                             | Dermott Downs    | Declan de Barra & Diane Ademu-John          | 2015. április 6. 2017. május 23.     | 1,12 millió |
| 40.  | 18. | Az éjszaka ezer szeme (Night Has A Thousand Eyes)                | Jesse Warn       | Ashley Lyle & Bart Nickerson                | 2015. április 13. 2017. május 24.    | 1,01 millió |
| 41.  | 19. | Amikor átszakadt a gát (When The Levee Breaks)                   | Bethany Rooney   | Marguerite MacIntyre                        | 2015. április 20. 2017. május 30.    | 1,30 millió |
| 42.  | 20. | Város a tenger alatt (City Beneath the Sea)                      | Leslie Libman    | Carina Adly MacKenzie & Charlie Charbonneau | 2015. április 27. 2017. május 31.    | 1,20 millió |
| 43.  | 21. | Tüzet tűzzel (Fire with Fire)                                    | David Straiton   | Michael Narducci                            | 2015. május 4. 2017. június 6.       | 1,14 millió |
| 44.  | 22. | Hamu hamuvá (Ashes to Ashes)                                     | Matt Hastings    | Christopher Hollier & Diane Ademu-John      | 2015. május 11. 2017. június 7.      | 1,19 millió |

## Harmadik évad (2015-16)
| Sor. | Év. | Cím                                                          | Rendező           | Író                                         | Premier                               | Nézettség   |
| ---- | --- | ------------------------------------------------------------ | ----------------- | ------------------------------------------- | ------------------------------------- | ----------- |
| 45.  | 1.  | A következő millenniumra (For the Next Millennium)           | Lance Anderson    | Michael Narducci                            | 2015. október 8. 2017. június 13.     | 0,89 millió |
| 46.  | 2.  | Ki megfékezte a Holdat (You Hung the Moon)                   | Jeffrey Hunt      | Carina Adly Mackenzie                       | 2015. október 15. 2017. június 14.    | 1,12 millió |
| 47.  | 3.  | Viszlát a pokolban (I'll See You in Hell or New Orleans)     | Michael Grossman  | Declan de Barra & Michelle Paradise         | 2015. október 22. 2017. június 20.    | 0,95 millió |
| 48.  | 4.  | Élet a veszélyes oldalon (A Walk on the Wild Side)           | Matt Hastings     | Ashley Lyle & Bart Nickerson                | 2015. október 29. 2017. június 27.    | 1,07 millió |
| 49.  | 5.  | A Hóhér levele (The Axeman's Letter)                         | Michael Allowitz  | Michael Russo & Diane Ademu-John            | 2015. november 5. 2017. július 4.     | 0,97 millió |
| 50.  | 6.  | Gyönyörű tévedés (Beautiful Mistake)                         | Steven DePaul     | Kyle Arrington & Christopher Hollier        | 2015. november 12. 2017. július 11.   | 0,98 millió |
| 51.  | 7.  | Kalitkába zárt álmok (Out of the Easy)                       | Bethany Rooney    | Beau DeMayo & Michelle Paradise             | 2015. november 19. 2017. július 18.   | 0,80 millió |
| 52.  | 8.  | A másik New Orleans-i lány (The Other Girl in New Orleans)   | Kellie Cyrus      | Michael Russo & Michael Narducci            | 2015. december 3. 2017. július 25.    | 1,17 millió |
| 53.  | 9.  | Megmentő (Savior)                                            | Matt Hastings     | Carina Adly MacKenzie & Diane Ademu-John    | 2015. december 10. 2017. augusztus 1. | 0,97 millió |
| 54.  | 10. | Szellem a Mississippi mélyén (A Ghost Along the Mississippi) | Michael Grossman  | Declan de Barra                             | 2016. január 29. 2017. augusztus 8.   | 0,95 millió |
| 55.  | 11. | Veszett a világ (Wild at Heart)                              | John Hyams        | Ashley Lyle & Bart Nickerson                | 2016. február 5. 2017. augusztus 15.  | 0,92 millió |
| 56.  | 12. | Holt angyalok (Dead Angels)                                  | Darren Genet      | Kyle Arrington & Michael Narducci           | 2016. február 12. 2017. augusztus 22. | 0,80 millió |
| 57.  | 13. | Szív alakú doboz (Heart Shaped Box)                          | Chris Grismer     | Michelle Paradise & Christopher Hollier     | 2016. február 19. 2017. augusztus 29. | 0,87 millió |
| 58.  | 14. | A vágy villamosa (A Streetcar Named Desire)                  | Matt Hastings     | Beau DeMayo & Diane Ademu-John              | 2016. február 26. 2017. szeptember 5. | 1,07 millió |
| 59.  | 15. | Ismerős a múltból (An Old Friend Calls)                      | Jeffrey Hunt      | Carina Adly MacKenzie & Michael Russo       | 2016. március 4. 2017. szeptember 12. | 0,88 millió |
| 60.  | 16. | Egyedüllét (Alone with Everybody)                            | Hanelle Culpepper | Ashley Lyle & Bart Nickerson                | 2016. április 1. 2017. szeptember 19. | 0,93 millió |
| 61.  | 17. | A fekete lyuk mögött (Behind the Black Horizon)              | Joseph Morgan     | Declan de Barra & Diane Ademu-John          | 2016. április 8. 2017. szeptember 26. | 0,89 millió |
| 62.  | 18. | Ördögi mulatság (The Devil Comes Here and Sighs)             | Jesse Warn        | Kyle Arrington & Michelle Paradise          | 2016. április 15. 2017. október 3.    | 0,86 millió |
| 63.  | 19. | Nincs több szívfájdalom (No More Heartbreaks)                | Millicent Shelton | Celeste Vasquez & Michael Narducci          | 2016. április 29. 2017. október 10.   | 0,93 millió |
| 64.  | 20. | Ahol semmi sem marad eltemetve (Where Nothing Stays Buried)  | John Hyams        | Carina Adly MacKenzie & Christopher Hollier | 2016. május 6. 2017. október 17.      | 0,83 millió |
| 65.  | 21. | Szabadítsd rájuk a poklot, kislány! (Give 'Em Hell, Kid)     | Jeffrey Hunt      | Ashley Lyle & Bart Nickerson                | 2016. május 13. 2017. október 24.     | 0,79 millió |
| 66.  | 22. | A Véres Korona (The Bloody Crown)                            | Matt Hastings     | Beau DeMayo & Diane Ademu-John              | 2016. május 20. 2017. október 31.     | 0,85 millió |

## Negyedik évad (2017)
| Sor. | Év. | Cím                                                                   | Rendező               | Író                                     | Premier                             | Nézettség   |
| ---- | --- | --------------------------------------------------------------------- | --------------------- | --------------------------------------- | ----------------------------------- | ----------- |
| 67.  | 1.  | Gyűjtsd össze a gyilkosokat (Gather Up the Killers)                   | Lance Anderson        | Michael Russo & Michael Narducci        | 2017. március 17. 2022. április 29. | 1,05 millió |
| 68.  | 2.  | A megszűnő negyed (No Quarter)                                        | Bethany Rooney        | Talicia Raggs & Michelle Paradise       | 2017. március 24. 2022. április 29. | 0,99 millió |
| 69.  | 3.  | A romok kísértete (Haunter of Ruins)                                  | Jeffrey Hunt          | Carina Adly Mackenzie & Declan de Barra | 2017. március 31. 2022. április 29. | 0,93 millió |
| 70.  | 4.  | A ház őrzői (Keepers of the House)                                    | Joseph Morgan         | Beau DeMayo & Christopher Hollier       | 2017. április 7. 2022. április 29.  | 1,08 millió |
| 71.  | 5.  | Hallom, ahogy kopogsz (I Hear You Knocking)                           | Chris Grismer         | Kyle Arrington                          | 2017. április 14. 2022. április 29. | 0,87 millió |
| 72.  | 6.  | Kobrák zsákja (Bag of Cobras)                                         | Jesse Warn            | Michael Russo & Michelle Paradise       | 2017. április 28. 2022. április 29. | 0,96 millió |
| 73.  | 7.  | High Water és az ördög lánya (High Water and a Devil's Daughter)      | Charles Michael Davis | Celeste Vasquez & Carina Adly MacKenzie | 2017. május 5. 2022. április 29.    | 0,93 millió |
| 74.  | 8.  | Voodoo a véremben (Voodoo in My Blood)                                | John Hyams            | Talicia Raggs & Christopher Hollier     | 2017. május 12. 2022. április 29.   | 0,85 millió |
| 75.  | 9.  | A halál kiralynője (Queen Death)                                      | Nicole Rubio          | Beau DeMayo                             | 2017. május 19. 2022. április 29.   | 0,84 millió |
| 76.  | 10. | Fantom maszk (Phantomesque)                                           | Daniel Gillies        | K.C. Perry & Kyle Arrington             | 2017. június 2. 2022. április 29.   | 1,03 millió |
| 77.  | 11. | Itt egy lélek, ami nem törik meg (A Spirit Here That Won't Be Broken) | Hanelle Culpepper     | Carina Adly MacKenzie & Michael Russo   | 2017. június 9. 2022. április 29.   | 0,89 millió |
| 78.  | 12. | Voodoo gyermek (Voodoo Child)                                         | Michael Grossman      | Michelle Paradise & Christopher Hollier | 2017. június 16. 2022. április 29.  | 1,01 millió |
| 79.  | 13. | Minden bűnös ünnepe (The Feast of All Sinners)                        | Bethany Rooney        | Michael Narducci                        | 2017. június 23. 2022. április 29.  | 0,80 millió |

## Ötödik évad (2018)
| Sor. | Év. | Cím                                                          | Rendező               | Író                                                               | Premier                              | Nézettség   |
| ---- | --- | ------------------------------------------------------------ | --------------------- | ----------------------------------------------------------------- | ------------------------------------ | ----------- |
| 80.  | 1.  | Ahol a szívedet hagytad (Where You Left Your Heart)          | Lance Anderson        | Marguerite MacIntyre                                              | 2018. április 18. 2022. április 29.  | 0,97 millió |
| 81.  | 2.  | Eszetlen rossz döntés (One Wrong Turn on Bourbon)            | Carol Banker          | Carina Adly MacKenzie                                             | 2018. április 25. 2022. április 29.  | 1,03 millió |
| 82.  | 3.  | Ne hagyj el! (Ne Me Quitte Pas)                              | Joseph Morgan         | K.C. Perry és Michelle Paradise                                   | 2018. május 2. 2022. április 29.     | 0,90 millió |
| 83.  | 4.  | Választási dilemma (Between the Devil and the Deep Blue Sea) | Michael Grossman      | Beau DeMayo és Kyle Arrington                                     | 2018. május 9. 2022. április 29.     | 0,76 millió |
| 84.  | 5.  | Összetörve (Don't It Just Break Your Heart)                  | Jeffrey W. Byrd       | Történet: Bianca Sams és Jeffrey Lieber Tévéjáték: Jeffrey Lieber | 2018. május 16. 2022. április 29.    | 0,80 millió |
| 85.  | 6.  | Mit hagyok majd hátra? (What, Will, I, Have, Left)           | Charles Michael Davis | Marguerite MacIntyre                                              | 2018. május 30. 2022. április 29.    | 0,82 millió |
| 86.  | 7.  | Baljos vizeken (God's Gonna Trouble the Water)               | Carl Seaton           | Bianca Sams és Julie Plec                                         | 2018. június 6. 2022. április 29.    | 0,77 millió |
| 87.  | 8.  | Kedves idegenek (The Kindness of Strangers)                  | Kellie Cyrus          | Beau DeMayo és Carina Adly MacKenzie                              | 2018. június 13. 2022. április 29.   | 0,86 millió |
| 88.  | 9.  | Nincs sok idő szeretni (We Have Not Long to Love)            | Bethany Rooney        | K.C. Perry és Michelle Paradise                                   | 2018. június 20. 2022. április 29.   | 0,77 millió |
| 89.  | 10. | Az elmúlás időszaka (There in the Disappearing Light)        | Daniel Gillies        | McKenna                                                           | 2018. július 11. 2022. április 29.   | 0,77 millió |
| 90.  | 11. | Míg a halál el nem választ (Til the Day I Die)               | Geoff Shotz           | Kyle Arrington és Marguerite MacIntyre                            | 2018. július 18. 2022. április 29.   | 0,68 millió |
| 91.  | 12. | Két farkas története (The Tale of Two Wolves)                | Rudy Persico          | Carina Adly MacKenzie és Julie Plec                               | 2018. július 25. 2022. április 29.   | 0,85 millió |
| 92.  | 13. | A vég (When the Saints Go Marching In)                       | Lance Anderson        | Történet: Julie Plec Tévéjáték: Jeffrey Lieber                    | 2018. augusztus 1. 2022. április 29. | 0,86 millió |

## The Originals – A sötétség kora: Az ébredés
| #  | Cím                   | Rendező       | Író                   | Premier            |
| -- | --------------------- | ------------- | --------------------- | ------------------ |
| 1. | The Awakening: Part 1 | Matt Hastings | Carina Adly MacKenzie | 2014. november 10. |
| 2. | The Awakening: Part 2 | Matt Hastings | Carina Adly MacKenzie | 2014. november 17. |
| 3. | The Awakening: Part 3 | Matt Hastings | Carina Adly MacKenzie | 2014. november 24. |
| 4. | The Awakening: Part 4 | Matt Hastings | Carina Adly MacKenzie | 2014. december 8.  |

## Fordítás
Ez a szócikk részben vagy egészben  a   List of The Originals episodes című angol Wikipédia-szócikk ezen változatának fordításán alapul.  Az eredeti cikk szerkesztőit annak laptörténete sorolja fel. Ez a jelzés csupán a megfogalmazás eredetét és a szerzői jogokat jelzi, nem szolgál a cikkben szereplő információk forrásmegjelöléseként.